# Данило Срдић
Данило Срдић (рус. Данило Сердич; Врховине, код Оточца, 10. август 1896 — Москва, 28. јул 1937), познат под надимком Црвени командант, је био српски револуционар и совјетски војсковођа из Лике, познат по учешћу у Октобарској револуцији, али и као једна од најистакнутијих жртава Велике чистке.
Носилац је највишег совјетског одликовања, Ордена Црвене заставе.

## Биографија
Рођен у личком селу Врховине 1896. године. По народности Србин. Године 1912. се школовао у Београду прије него што је отишао у Русију гдје га је затекао Први светски рат и гдје је похађао војну школу. Године 1916. је упућен у 1. српску добровољачку дивизију. Већ за вријеме Фебруарске револуције се прикључио револуционарним гибањима и постао члан Револуционарног војничког комитета. Одатле је послан у Петроград гдје је ухапшен од стране Привремене владе. Међутим, другови су га успјели ослободити из затвора те је у новембру 1917. судјеловао у знаменитом јуришу на Зимски дворац.
Срдић је потом основао 1. совјетско-српски револуционарни одред, од кога је настао батаљон. Исте је године постао чланом РКП (б). Члан Југословенске комунистичке групе при РКП (б) постао је децембра 1918. У борбама испољио војне способности и постао истакнути совјетски командант. Одликован је највишим совјетским одликовањем Орденом Црвене заставе, јер је „иако опкољен са својом бригадом од знатно надмоћнијих снага непријатеља, борбом извео своју бригаду из опасности, нанијевши непријатељу озбиљан пораз.”
По завршетку грађанског рата Остао у Совјетском Савезу, школовао се и достигао високе чинове у Совјетској армији.
Године 1937. Данило Срдић, командант трећег корпуса, изненада је ухапшен као „непријатељ народа” и стрељан.

## Наслеђе
Данас једна улица у Минску носи његово име.

## Спољње везе
- Слово о Даниле Сердиче Архивирано на веб-сајту  (8. август 2014)
- Срдич (Срдић), Данило Федорович (Советская историческая энциклопедия)
- Сердич Данило Федорович
- Ivan Očak, O sudbini obitelji jugoslovenskih emigranata "narodnih neprijatelja" u Sovjetskom Savezu
- КО ЈЕ "ЦРВЕНИ КОМАНДАНТ"? Славни Србин генерал СССР-а (Нпортал, 30. март 2022)